# Thermoluminescentiedatering
Thermoluminescentiedatering of TL-datering is de datering van een materiaal (zoals kwarts of veldspaat), gebaseerd op het meten van de hoeveelheid licht die vrijkomt uit dat materiaal naar aanleiding van thermische stimulatie (thermoluminescentie TL). Ook optische stimulatie is mogelijk (optical stimulated luminescence of OSL).

## Principe
Als het betreffende materiaal in de zon of in een vuur heeft gelegen, is de latente luminescentie in het materiaal vrijwel verdwenen en is daardoor de luminescente "klok" op nul gezet.
Wordt het materiaal vervolgens begraven onder sedimenten, dan neemt de luminescente potentie weer toe door het absorberen van de natuurlijke achtergrondstraling veroorzaakt door radioactieve isotopen in de grond en enige kosmische straling. Kristallijne structuren raken "aangeslagen", waardoor de energie van de straling wordt opgeslagen. Als het materiaal na opgraving thermisch (of optisch) wordt gestimuleerd, komt de opgeslagen energie weer vrij als een zwak licht. Dit lichtsignaal is een maatstaf voor de stralingshoeveelheid die is opgeslagen in de mineralen. De leeftijd van het mineraal wordt bepaald door de totale hoeveelheid opgeslagen straling (de palaeodose) te delen door de jaarlijkse hoeveelheid opgeslagen straling. Een betrouwbare datering is mogelijk van 100 jaar tot 200.000 jaar, met een foutmarge van 5 tot 10%. Na het vrijkomen van dit licht is de luminescentieklok weer op nul gezet. Een thermoluminescentiedatering kan daardoor slechts eenmaal uitgevoerd worden.

## Toepassingen
Thermoluminescentiedatering wordt gebruikt voor de datering van materialen waar koolstof 14-datering niet mogelijk is. Zo wordt het veel gebruikt om de leeftijd te bepalen van oude keramische voorwerpen als vazen. Het geeft ongeveer de datum waarop de aardewerken voorwerpen in het vuur gebakken werden.
Een andere toepassing is het bepalen van de ouderdom van windafzettingen zoals duinen of löss, die bij hun ontstaan door de zon beschenen zijn.